# Hans Kades
Hans Kades, eigentlich Hans Werlberger, (* 28. März 1906 in Innsbruck; † 1969) war ein österreichischer Schriftsteller.

## Leben
Kades verbrachte seine Kindheit in München und studierte an den Universitäten München und Frankfurt am Main Staatswissenschaften. Sein Studium schloss er mit der Promotion ab. In der Schweiz, wo er sich als Patient mehrere Jahre in einem Sanatorium aufhielt, verfasste Kades sein literarisches Debüt, den Wirtschaftsroman Der Fremdling. Nachdem er genesen nach München zurückgekehrt war, folgte sein zweites Werk Der Wolkentanz, das er 1941 veröffentlichte. 
Hans Kades war auch als Übersetzer tätig, so übertrug er 1944 Stendhals Über die Liebe ins Deutsche und gab zwei Jahre später den Band Entlarvung der Frauen mit Aphorismen heraus. Einer seiner größten Erfolge wurde der Ärzteroman San Salvatore, den Kades während des Zweiten Weltkriegs zwischen 1942 und 1944 verfasste und der ihn bei der Veröffentlichung 1946 über die Landesgrenzen hinaus bekannt machte. Zu Kriegsende hielt er sich abwechselnd in München, im Tessin und in Rottach am Tegernsee auf. Wie schon in San Salvatore beschäftigte sich Kades auch in zahlreichen weiteren, nach dem Zweiten Weltkrieg erschienenen Romanen mit dem Arztberuf. Zahlreiche seiner Werke wurden in mehreren Sprachen übersetzt.
Einige seiner Romane wurden verfilmt. Der Arztroman Der Erfolgreiche kam 1952 unter dem Titel Die große Versuchung in die deutschen Kinos. In der Verfilmung von Rolf Hansen spielten unter anderem Ruth Leuwerik und Dieter Borsche. Im Jahr 1955 wurde San Salvatore von Werner Jacobs unter anderem mit Antje Weissgerber und Will Quadflieg in den Hauptrollen verfilmt. Im März 1959 lief eine niederländische Verfilmung von Wim Bary des Romans Der Erfolgreiche unter dem Titel Het geheim van dokter Gerbrand im niederländischen Fernsehen an.

## Werke (Auswahl)
- 1941: Der Wolkentanz
- 1946: San Salvatore
- 1947: Der Fremdling
- 1949: Weglose Flucht
- 1951: Der Erfolgreiche. Roman eines Chirurgen
- 1956: Monte Cristallo
- 1957: Ich schwöre bei Apoll. Roman eines Arztes
- 1959: Menschen im Zwielicht
- 1961: Das Haus der schönen Träume
- 1963: Mit meinen Augen. Aufzeichnungen des Chirurgen Hans Reinalter
- 1965: Das Tribunal
- 1967: Das Monstrum
- 1970: Auf der Sonnenseite (posthum)